# Hannoverscher Anzeiger

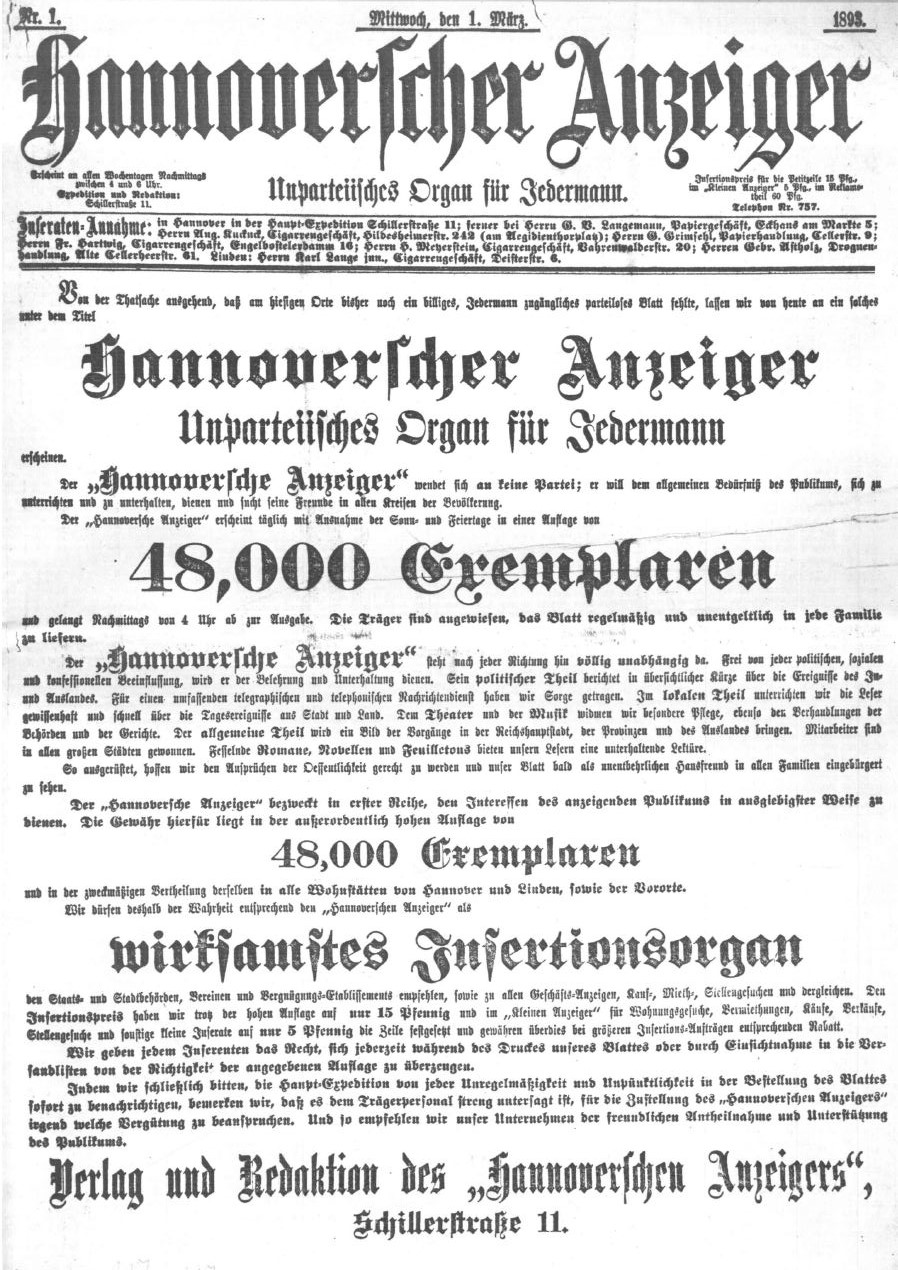
Erstausgabe des Hannoverschen Anzeigers vom 1. März 1893

Der Hannoversche Anzeiger (Abkürzung HA) war eine Tageszeitung in Hannover, die – ebenso wie das Hannoversche Tageblatt – der Gattung des parteipolitisch neutralen Generalanzeigers zuzurechnen ist.

## Geschichte

Titelbild der Illustrirten Zeitung vom 20. April 1911 mit einem von Hermann Schaper im Jugendstil gemalten Herold mit den Wappen der Stadt Hannover, dem Sachsenross und dem Reichsadler. Das Heft war im „Einzelverkauf nur durch den Hannoverschen Anzeiger“ der A. Madsack & Co. zu haben

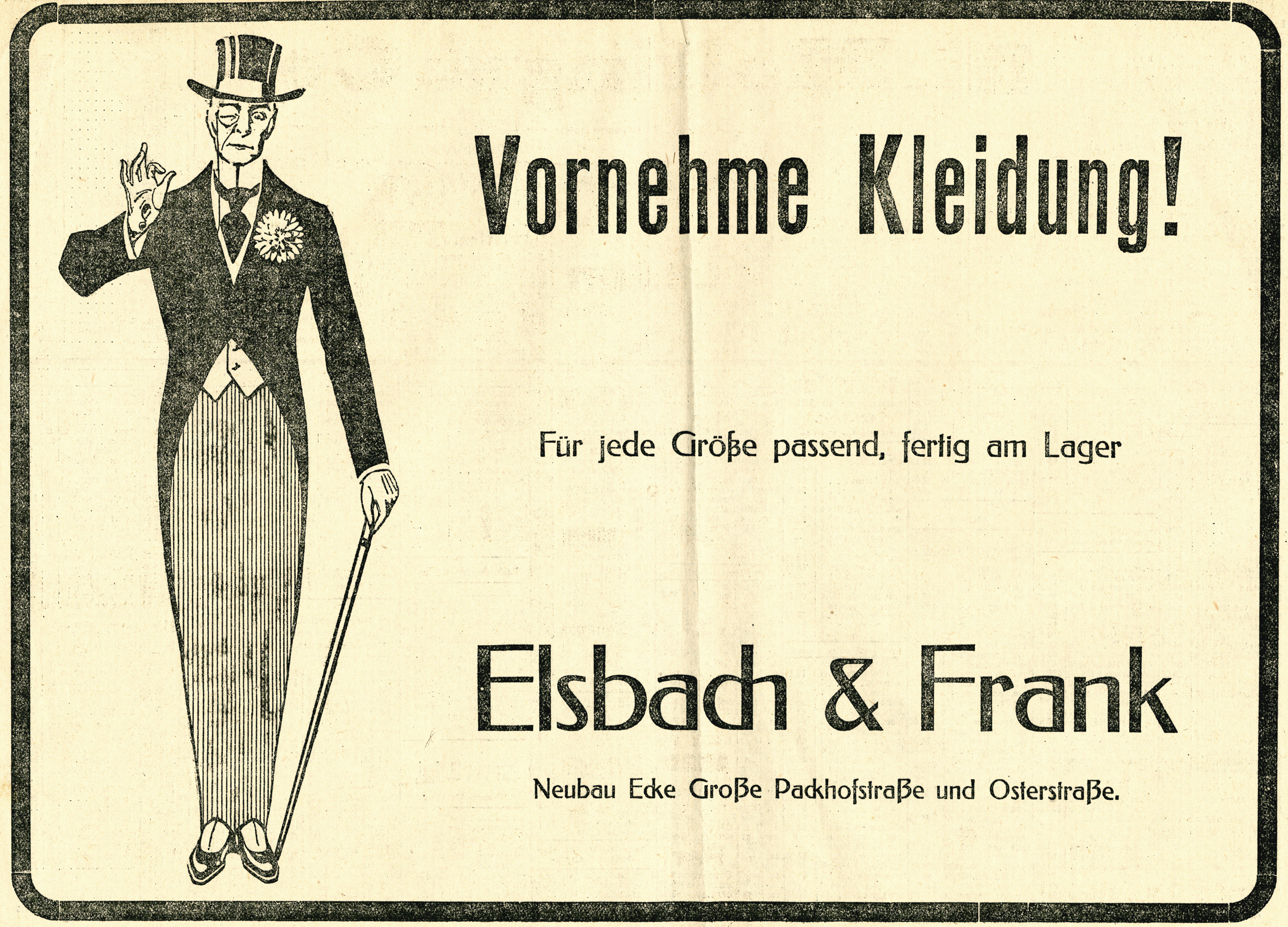
Werbeanzeige von Elsbach & Frank im Hannoverschen Anzeiger von 1913

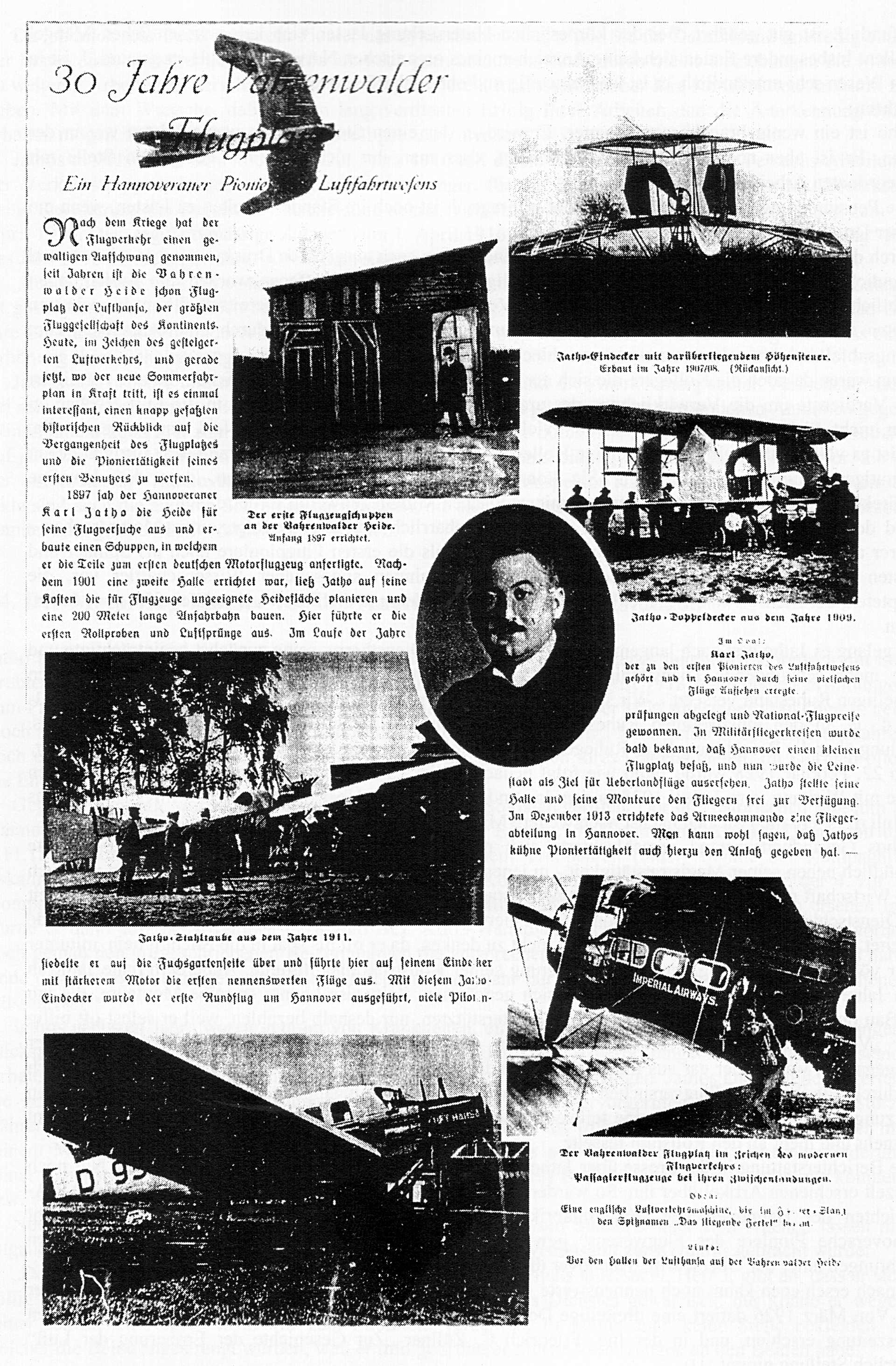
Hannoverscher Anzeiger, 15. April 1928, Wochenbeilage Illustrirte Zeitung

Mit dem Untertitel „Unparteiisches Organ für Jedermann“ erschien der Hannoversche Anzeiger am 28. Februar 1893 (mit Datum vom 1. März 1893) in einer Erstauflage von 48.000 Exemplaren. Herausgeber war der aus Ostpreußen stammende und seit September 1891 in Hannover ansässige August Madsack. Madsack hatte – ebenfalls im September 1891 – die seit 1824 in Hannover ansässige Berenberg’sche Druckerei erworben und gründete Ende 1892 zur Herausgabe einer Tageszeitung den Verlag Hannoverscher Anzeiger A. Madsack & Co.
Der Hannoversche Anzeiger entwickelte sich zügig zur mit Abstand auflagenstärksten Zeitung in Hannover. Dabei gewann der redaktionelle Teil insbesondere nach dem Ersten Weltkrieg zunehmend an Bedeutung gegenüber dem Anzeigenteil. Erich Madsack, der ab 1918 das Feuilleton leitete, wurde 1921 Hauptschriftleiter. Nachdem 1928 das durch den Architekten Fritz Höger erbaute Anzeiger-Hochhaus an der Goseriede eingeweiht und bezogen war, übernahm Erich Madsack nach dem Tod seines Vaters August Madsack am 5. Februar 1933 die Leitung des Unternehmens.
Nach der Machtübernahme durch die Nationalsozialisten 1933 war der Hannoversche Anzeiger infolge von Veröffentlichungen von Anzeigen des Allgemeinen Deutschen Gewerkschaftsbundes und von Anzeigen jüdischer Geschäfte publizistischen Angriffen der Niedersächsischen Tageszeitung (NTZ) ausgesetzt. Mehrfach wurde der Hannoversche Anzeiger polizeilich verwarnt, vom 18. bis 27. Juni 1933 sogar mit einem Erscheinungsverbot belegt. Die von den Nationalsozialisten angestrebte Gleichschaltung wurde endgültig am 1. März 1936 erreicht mit der Neugründung der Hannoverscher Anzeiger Madsack und Co. KG, in dem die zum NSDAP-eigenen Eher-Verlag gehörende VERA-Verlagsanstalt GmbH die Mehrheit erhielt (die im April 1944 in der ebenfalls zum parteieigenen Verlag gehörenden Herold Verlagsanstalt GmbH aufging). Exakt zum 50. Jahrestag ihres Bestehens musste der Hannoversche Anzeiger zum 1. März 1943 zwangsweise mit der Niedersächsischen Tageszeitung zur Hannoverschen Zeitung fusionieren, in der dann ab dem 1. September 1944 auch der Hannoversche Kurier sowie das Kurier-Tageblatt (vor dem 11. Oktober 1941: Hannoversches Tageblatt) aufgingen.

## Auflagenhöhen
- Erstauflage 1. März 1893: 45.000
- Juli 1893: 35.000
- November 1904: 100.000
- 1928: 120.673
- III/1934: 57.477
- I/1941: 114.912 (bei 100.661 Abonnenten)
- Januar/Februar 1943: 122.665 (bei 114.146 Abonnenten)